# Diapetimorpha unilineata
Diapetimorpha unilineata là một loài tò vò trong họ Ichneumonidae.